# Aborichthys garoensis
Aborichthys garoensis és una espècie de peix de la família dels balitòrids i de l'ordre dels cipriniformes.

## Morfologia
- Els mascles poden assolir 3,8 cm de longitud total.[7][8]

## Hàbitat
És un peix d'aigua dolça i de clima tropical.

## Distribució geogràfica
Es troba a Àsia: les muntanyes Garo a Meghalaya (l'Índia).